# Ochodaeidae

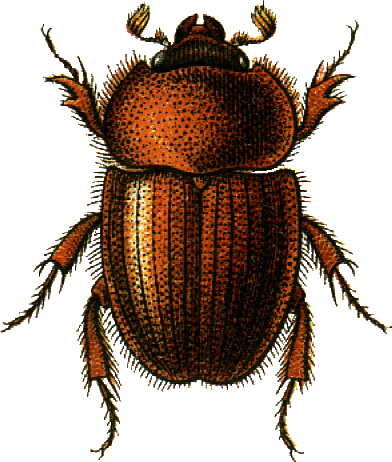
Ochodaeus chrysomeloides

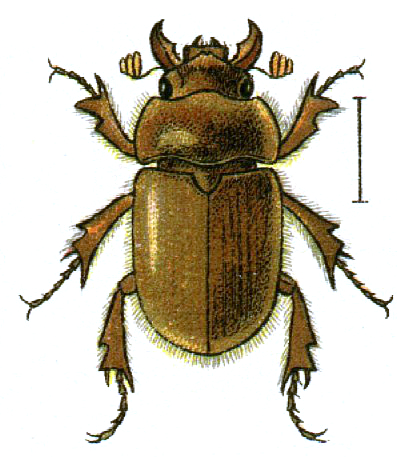
Codocera ferruginea

Die Ochodaeidae sind eine Familie der Käfer (Coleoptera) aus der Überfamilie Scarabaeoidea. Die Familie ist nahezu weltweit verbreitet und fehlt nur in Australien und Neuseeland. Sie umfasst zwei Unterfamilien mit 10 Gattungen und etwa 80 Arten. Der Schwerpunkt der Verbreitung liegt in der Holarktis, dem südlichen Afrika und Madagaskar. In Europa wurden bisher elf Arten nachgewiesen.

## Merkmale

### Käfer
Die Käfer sind 3 bis 10 Millimeter lang und haben einen langgestreckten und konvexen Körperbau. Sie sind gelb, braun, rotbraun oder schwarz gefärbt, manche Arten sind auch mit zwei dieser Farben versehen. Der Kopf ist nicht nach unten gerichtet. Die Facettenaugen sind ungeteilt, ihre Ommatidien sind voll entwickelt (eucon). Die Stirnplatte (Clypeus) ist entweder normal entwickelt oder trägt am Vorderrand Tuberkel. Das Labrum ist auffällig, über den Rand der Stirnplatte hinausgezogen und hat häufig einen doppelten Lobus und ist eingebuchtet. Der Epipharynx ist variabel und hat entweder eine abgerundete Spitze, ist quadratisch, gekerbt oder hat einen doppelten Lobus, mit einem Saum von locker oder dicht angeordneten, feinen oder kräftigen Borsten. Bei den meisten basalen Taxa der Familie sind seitlich Kämme ausgebildet. Die Fühler sind in der Regel zehngliedrig und haben eine dreigliedrige Keile. Nur bei den Chaetocanthini sind sie neungliedrig. Die Mundwerkzeuge sind sehr variabel ausgestaltet. Die sklerotisierten, zugespitzten Mandibeln sind markant und über den Apex des Labrums hinausgezogen. Die Maxillarpalpen sind in der Regel viergliedrig, bei den Gattungen Namibiotalpa und Codocera und einigen Arten der Gattung Ochodaeus sind sie fünfgliedrig. Die Labialpalpen sind in der Regel viergliedrig, bei Ochodaeus und Odontochodaeus haben sie nur drei Glieder.
Das Pronotum ist konvex, nahezu quadratisch und in der Regel punktförmig strukturiert, sowie behaart, oder glatt. Auf den Schienen (Tibien) der mittleren Beine befindet sich ein einzelner gekämmter (pectinater) bzw. abgerundet gekämmter (crenulater) Sporn. Ein Empodium fehlt. Die Deckflügel (Elytren) sind konvex und können bei manchen Arten Längsrillen aufweisen. Häufig sind sie punktförmig strukturiert oder granuliert und behaart, manchmal auch glatt. Die Stigmen am Hinterleib sind alle funktionsfähig. Das erste bis sechste befindet sich in den Pleuralmembranen, das siebte und achte am Tergit.

### Larven
Die Larven sind bis heute nur von Pseudochodaeus estriatus bekannt, deren Larve in einer Arbeit von Carlson & Ritcher aus dem Jahr 1974 beschrieben wurde. Sie hat einen C-förmig gekrümmten Körper, der mit Ausnahme des Hinterleibsendes weißlich gefärbt ist. Die Fühler sind viergliedrig, auf ihren letzten beiden Gliedern sind Sinnesorgane ausgebildet. Punktaugen (Ocelli) fehlen. Die Frontoclypealnaht ist zurückgebildet. Die Tormae des Epipharynx sind verwachsen und symmetrisch. Die Galea und Lacinia sind deutlich voneinander getrennt. Die Maxillarpalpen sind dreigliedrig, sowohl auf ihnen, als auch auf den Mandibeln sind Stridulationsorgane ausgebildet. Die Beine sind gut entwickelt und haben fünf Glieder. Sie haben zwei kräftige, beborstete Klauen und ihnen fehlen Stridulationsorgane. Die Stigmen sind siebförmig (cribriform).

## Lebensweise
Über die Lebensweise der Ochodaeidae ist nur wenig bekannt. Die Imagines findet man in der Regel beim Anflug auf künstliche Lichtquellen, vor allem in semiariden, sandigen Gebieten. Von einigen wenigen Arten ist bekannt, dass sie tagaktiv sind. Die Arten mit der Verbreitung in der Neuen Welt entwickeln sich in Detritus in den Nestern von Blattschneiderameisen der Gattung Atta. Es gibt eine Vermutung von Woodruff in einer Arbeit aus dem Jahr 1973, dass sich die Imagines tagsüber in Verstecken unter der Erde verkriechen und dass sie an Pilzen fressen. Zumindest bei einer Art wurden Sporen von Ständerpilze im Verdauungstrakt nachgewiesen. Daraus entstand die Vermutung von Lawrence et al. aus dem Jahr 1999, dass sowohl die Käfer, als auch die Larven sich von unterirdisch wachsenden Fruchtkörpern der Pilze ernähren.

## Taxonomie und Systematik
Lawrence & Newton stellten in einer Arbeit aus dem Jahr 1982 die Vermutung auf, dass die Ochodaeidae nahe mit den Hybosoridae und Ceratocanthidae verwandt sind. Seitdem wurde diese Hypothese mehrmals bestätigt und wird auch von Beutel und Leschen (2005) bestätigt. Von diesen nahe verwandten unterscheiden sich die Ochodaeidae durch das Fehlen des Canthus an den Facettenaugen, die Ausbildung von zwei Paar Stigmen am Hinterleib auf den Tergiten und das Fehlen von Stridulationsorganen an den Beinen der Larven. Die Ausbildung eines einzelnen gekämmten (pectinaten) bzw. abgerundet gekämmten (crenulaten) Sporns auf den Schienen der mittleren Beine begründet die Monophylie der Familie.
Die folgende Übersicht listet die Unterfamilien samt Gattungen, sowie die europäischen Arten:
- Unterfamilie Ochodaeinae
  - Ochodaeus, mehr als 60 Arten aus der Neuen Welt, Afrika, Madagaskar, der Paläarktis und der Orientalis
    - Ochodaeus alleonis Fairmaire, 1884
    - Ochodaeus chrysomeloides (Schrank, 1781)
    - Ochodaeus cornifrons Solsky, 1876
    - Ochodaeus cychramoides Reitter, 1893
    - Ochodaeus graecus Petrovitz, 1968
    - Ochodaeus inermis Reitter, 1893
    - Ochodaeus integriceps Semenov-Tian-Shanskii, 1891
    - Ochodaeus montanus Fuente, 1912
    - Ochodaeus pocadioides Motschulsky, 1859
    - Ochodaeus thalycroides Reitter, 1893

  - Neochodaeus, 2 Arten aus Nordamerika
  - Parachodaeus, 5 Arten aus Nordamerika
  - Odontochodaeus, 3 Arten aus Madagaskar
  - Codocera, 2 Arten aus der östlichen Paläarktis
    - Codocera ferruginea (Eschscholtz, 1818)

  - Endognathus, 1 Art aus Madagaskar
- Unterfamilie Chaetocanthinae
  - Chaetocanthus, 3 Arten aus Afrika südlich des Äquators
  - Synochodaeus, 3 Arten aus dem Südwesten Afrikas
  - Namibiotalpa, 1 Art aus der Namib
  - Pseudochodaeus, 1 Art aus dem Westen der Vereinigten Staaten von Amerika

## Belege